# پلیاگا
پلیاگا (به لاتین: Peleaga) یک کوه در رومانی است که در شهرستان هوندوارا واقع شده‌است. پلیاگا ۲٬۵۰۹ متر بالاتر از سطح دریا واقع شده‌است.